# Isábena
Isábena (aragónul Isabana) település Spanyolország Huesca tartományában; az 1083-ban alapított ribagorçai egyházmegye székhelye.
Isábena Foradada del Toscar, Valle de Lierp, Torre la Ribera, Veracruz, Arén, Monesma y Cajigar, Castigaleu, Lascuarre és Graus községekkel határos. Lakosainak száma 237 fő (2024).

## Népesség
A település népessége az utóbbi években az alábbiak szerint változott:
| Lakosok száma | 254  | 278  | 302  | 327  | 305  | 288  | 266  | 235  | 247  | 237  |
|               | 2001 | 2004 | 2006 | 2009 | 2011 | 2014 | 2016 | 2019 | 2021 | 2024 |